# آنجلینا ۶۴

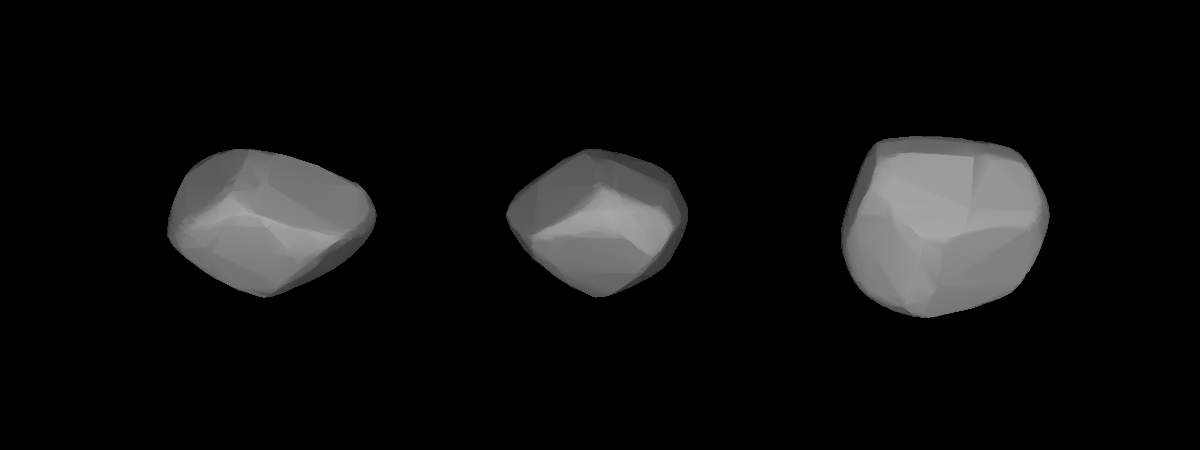
مدل سه‌بُعدی سیارک آنجلینا ۶۴ بر اساس منحنی نور آن

سیارک ۶۴ (به انگلیسی: 64 Angelina) شصت و چهارمین سیارک کشف شده‌است که در ۴ مارس ۱۸۶۱ و در مارسی کشف شد.
قدر مطلق سیارک برابر ۷٫۶۷ است.